# Universität Montenegro
Die Universität Montenegro (montenegrinisch Универзитет Црне Горе Univerzitet Crne Gore) hat ihren Sitz in Podgorica, Montenegro.

## Geschichte
Die Universität wurde am 29. April 1974 gegründet, als das heutige Podgorica noch Titograd hieß. Die SR Montenegro war zu dieser Zeit ein Teilstaat von Jugoslawien. 
Die damalige Universität Titograd hatte
- drei Fakultäten: Wirtschaftswissenschaften, Ingenieurwissenschaften, Rechtswissenschaften (Podgorica),
- zwei Colleges: Lehrer-College (Nikšić) und Meeresstudien-College (Kotor),
- drei unabhängige wissenschaftliche Institute: Geschichte, Agrarwissenschaft, Biologische und Medizinische Forschung (Podgorica).

1975 wurde der Name in Veljko-Vlahović-Universität geändert zu Ehren des kommunistischen Partisanen Veljko Vlahović. 1982 wurde der heutige Name Universität von Montenegro vergeben.
Im Jahr 2014 hatte die Universität 21.595 Studierende und 1280 Mitarbeiter.

## Aufbau
Die Universität verfügt gegenwärtig über 19 Fakultäten und drei Forschungsinstitute:
- Fakultät für Ökonomie
- Fakultät für Rechtswissenschaft
- Fakultät für Elektro-Ingenieurswesen
- Fakultät für Metallurgie und Technologie
- Fakultät für Politik
- Fakultät für Ingenieurswesen
- Fakultät für Maschinenbau
- Fakultät für Naturwissenschaften und Mathematik
- Fakultät für Medizin
- Fakultät für Philosophie in Nikšić
- Fakultät für Philologie in Nikšić
- Fakultät für Kunst in Cetinje
- Fakultät für Schauspiel in Cetinje
- Fakultät für Musik in Cetinje
- Fakultät für Nautik in Kotor
- Fakultät für Tourismus und Hotel Management in Kotor
- Fakultät für Architektur
- Fakultät für Politische Wissenschaften
- Fakultät für Biotechnologie
- Fakultät für Angewandte Physiotherapie in Igalo

- Institut für Auslandssprachen
- Institut für Geschichte
- Institut für Meeresbiologie

Die Universität ist Mitglied im Netzwerk der Balkan-Universitäten.